# Frajštajn
Frajštajn (izgovarjava [ˈfɾaːi̯ʃtai̯n], nemško Freistein) je nekdanje naselje v občini Slovenska Bistrica v severovzhodni Sloveniji. Danes je del Spodnje Polskave. Naselje leži na Štajerskem in je danes tako kot preostanek občine del Podravske statistične regije.

## Geografija
Frajštajn leži severozahodno od vaškega jedra Spodnje Polskave ob Mlinskem potoku ter vzhodno od avtoceste A1.

## Ime
Frajštajn je dobil ime po gradu Frajštajn (nemško Freistein, Freyenstein).

## Zgodovina
Frajštajn je imel leta 1870 205 prebivalcev v 35 hišah, leta 1880 pa 255 prebivalcev v 37 hišah. Frajštajn je bil leta 1955 priključen Spodnji Polskavi in s tem izgubil status samostojnega naselja.

## Kulturna dediščina
Grad Frajštajn je trinadstropna pravokotna zgradba s prizidkom, ki je bil zgrajen v renesančnem slogu okoli leta 1570. Na mestu današnjega gradu so pred tem stale ruševine pogorelega Rosenberghofa. Posest so leta 1376 pridobili celjski grofje, nato pa so jo v 17. stoletju posedovali Tattenbachi, ki so posest izgubili zaradi vpletenosti v magnatsko zaroto. Na vodnjaku pred gradom je vklesana letnica 1643, ki se verjetno nanaša na leto prenove objekta po poškodbah v kmečkem uporu leta 1635. Grad je bil nekoč s predorom povezan z gradom Rače.